# Eighteen Visions
Eighteen Visions est un groupe de metalcore américain, originaire du Comté d'Orange, en Californie. Formé en octobre 1995, le groupe se sépare en avril 2007, moins d'un an après la sortie de son premier album en major, chez Epic Records et Trustkill Records. Après une décennie d'absence, ils reviennent en 2017. Ils annoncent leur sixième album, XVIII, chez Rise Records.

## Biographie

### Retour etXVIII(depuis 2017)
Le 20 avril 2017, dix ans après leur tournée d'adieu, le groupe confirme un nouvel album, XVIII, pour le 2 juin 2017 au label Rise Records ; le clip du single Oath est publié en parallèle. Le 9 mai 2017, Crucified, le second single de l'album, est publié comme vidéo lyrique sur YouTube. Les deux chansons ne durent que deux minutes et marquent un retour au screaming puissant, un élément de leurs débuts de carrière. Le groupe confirme aussi que la chanson Live Again est dédiée à MickDeth (Mick Morris). XVIII est annoncé le 2 juin 2017. Il s'agit de leur premier album depuis Vanity (2002) à inclure des paroles de films dans leurs chansons. Un clip de la chanson Live Again est également publié ce même jour.

## Membres

### Membres actuels
- James Stephen Hart - chant (1995-2007, depuis 2017)
- Keith Barney - guitare solo, chœurs (2000-2007, depuis 2017), basse (depuis 2017)
- Trevor Friedrich - batterie, percussions (2004-2007, depuis 2017)
- Josh James - guitare rythmique, basse, chœurs (depuis 2017)

### Anciens membres
- Kenneth William Floyd - batterie, percussions (1995-2003) ; guitare rythmique, chœurs (2003-2007)
- MickDeth (Mick Morris) - basse (2000-2007 ; décédé en 2013)
- Dave Peters - guitare solo (1995-1998)
- Steve Parilla - guitare solo (1998-1999)
- Jeff Boullt - guitare rythmique (1996-1997)
- Brandan Schieppati - guitare rythmique (1997-2002)
- Billy Sisler - basse (1995-1996)
- Richie Taylor - basse (1996)
- Javier Van Huss - basse (1996-1997, 1997-2000)
- Zachary Phelps - basse (1997)
- Jason Shrout -  batterie (2003-2004)

### Membres de tournée
- Scott Danough - guitare (2001)

## Discographie
- 1999 : Yesterday Is Time Killed
- 2000 : Until The Ink Runs Out
- 2002 : Vanity
- 2004 : Obsession
- 2006 : Eighteen Visions
- 2017 : XVIII